# Aleksandr Borisovič Buturlin
il conte Aleksandr Borisovič Buturlin (in russo Александр Борисович Бутурлин?; Mosca, 28 luglio 1694 – Mosca, 30 agosto 1767) è stato un nobile e ufficiale russo.

## Biografia
Nel 1714 divenne soldato della Guardia. Studiò presso l'Accademia Navale (1716-1720). Nel 1720 accompagnò Pietro I nelle campagne contro gli svedesi e i persiani, e godette della fiducia dello zar.
Venne nominato Kammerjunker da Caterina I e ciambellano da Elisabetta I.
Nel 1735 è stato nominato governatore di Smolensk. Nel 1738, sotto il comando di Münnich, servì nell'esercito operativo contro i turchi per poi tornare alla carica di governatore di Smolensk.
Anna Leopol'dovna Romanova, nel 1740, lo nominò luogotenente generale, e Elisabetta I, nel 1741, lo nominò governatore della Rutenia; poi, in occasione della guerra con la Svezia, prese il comando delle truppe situate nell'Estonia, Livonia e Pskov e nominato comandante in capo.
Dal 1742 venne nominato senatore e Governatore di Mosca (anche se per la maggior parte dell'anno viveva a San Pietroburgo).
Nel 1747 ricevette il titolo di aiutante generale, nel 1749 venne promosso a tenente colonnello del reggimento Preobraženskij e nel 1756 a maresciallo.
Nel 1760 venne elevato al titolo di conte. Durante la Guerra dei sette anni venne sconfitto dall'esercito di Federico II.

## Matrimoni

### Primo matrimonio
Nel 1720 sposò la principessa Anna Michajlovna Golicyna (1699-1727), figlia del maresciallo Michail Michajlovič Golicyn. Non ebbero figli.

### Secondo matrimonio
Nel 1730 sposò la principessa Ekaterina Borisovna Kurakina (1703-1772), figlia del principe Boris Ivanovič Kurakin. Ebbero tre figli:
- Pëtr Aleksandrovič (1734-1789), sposò la contessa Marija Romanovna Voroncova, ebbero due figli: Dmitrij e Elizaveta;
- Varvara Aleksandrovna (1742-1784), sposò il principe Vasilij Vladimirovič Dolgorukij;
- Ekaterina Aleksandrovna (1750-1811), sposò il principe Jurij Vladimirovič Dolgorukij, ebbero tre figli.

## Morte
Morì il 30 agosto 1767 a Mosca e fu sepolto nel Monastero di Alexander Nevsky.